# Ruellia jeddahica
Ruellia jeddahica är en akantusväxtart som beskrevs av Hemaid. Ruellia jeddahica ingår i släktet Ruellia och familjen akantusväxter. Inga underarter finns listade i Catalogue of Life.